# Howard T. Odum
Howard Thomas Odum (Chapel Hill, 1º settembre 1924 – Gainesville, 11 settembre 2002) è stato un ecologo statunitense.
È noto per il suo lavoro pionieristico sugli ecosistemi e per il suo provocatorio approccio alla termodinamica, improntato alla teoria dei sistemi.

## Libri
- 2007, Environment, Power and Society for the Twenty-First Century: The Hierarchy of Energy, with Mark T. Brown, Columbia University Press.
- 2001, A Prosperous Way Down: Principles and Policies, with Elisabeth C. Odum, University Press of Colorado.
- 2000, with E.C. Odum, Modeling for all Scales: An introduction to System Simulation, Academic Press.
- 1999, Heavy Metals in the Environment: Using Wetlands for Their Removal.
- 1999, Biosphere 2 : Research, Past and Present, with Bruno D. V. Marino.
- 1996, Environmental Accounting: EMERGY and environmental decision making.
- 1993, Ecological Microcosms, with Michael J. Beyers.
- 1984, Cypress Swamps with Katherine C. Ewel.
- 1983, Systems Ecology : an Introduction.
- 1981, Energy Basis for Man and Nature, with Elisabeth C. Odum.
- 1970, with Robert F. Pigeon (eds), A Tropical Rain Forest; a Study of Irradiation and Ecology at El Verde, Puerto Rico, United States Atomic Energy Commission, National Technical information service.
- 1971, Environment, Power and Society, 1971
- 1967, (ed.)  Work Circuits and System Stress, in Young, Symposium on Primary Productivity and Mineral Cycling, University of Maine Press.
- 1953, 'Fundamentals of Ecology, with Eugene P. Odum, (first edition).

## Articoli
- 1998, eMergy Evaluation, paper presented at the International Workshop on Advances in Energy Studies: Energy flows in ecology and economy, Porto Venere, Italy, May 27.
- 1997, EMERGY Evaluation and Transformity, in Kreith ed. CRC Handbook of Mechanical Engineering.
- 1991, Emergy and Biogeochemical Cycles, in Rossi & Tiezzi ed Physical Chemistry.
- 1989, Emergy and Evolution, In 33rd Annual Meeting of the International Society for the Systems Sciences, UK.
- 1989, Comments and thanks to Students and Associates, Handout on the Occasion of the Celebration in Chapel Hill, N.C, in: "Advances in Understanding Ecological Systems", August 31-September, 2.
- 1984, Embodied Energy and the Welfare of Nations, Jansson ed, Integration o Economy and Ecology.
- 1977, The ecosystem, energy, and human values, in: Zygon, Volume 12 Issue 2 Page 109-133.
- 1975, Energy Quality and Carrying Capacity of the Earth, response at prize awarding ceremony of Institute La Vie, Paris.
- 1973, Energy, ecology and economics, Royal Swedish Academy of Science. in: AMBIO, 2 (6), 220-227.
- 1963, with W.L. Slier, R.J. Beyers & N. Armstrong, Experiments with engineering of marine ecosystems, in: Publ. Inst. Marine Sci. Univ. Tex. 9:374-403.
- 1963, Limits of remote ecosystems containing man, in: The American Biology Teacher. 25 (6): 429-443.
- 1960a, Ecological potential and analog circuits for the ecosystem, in: Amer. Sci. 48:1-8.
- 1960b, Ten classroom sessions in ecology in: The American Biology Teacher. 22 (2): 71-78.
- 1958, with C.M. Hoskin, Comparative studies of the metabolism of Texas bays, in: Publ. Inst. March Sci., Univ. tex., 5:16-46.
- 1955, with E.P. Odum, Trophic structure and productivity of a winward coral reef community on Eniwetok Atoll, in: Ecological Monographs. 35, 291-320.
- 1950, The Biogeochemistry of Strontium: With Discussion on the Ecological Integration of Elements, A Dissertation presented to the Faculty of the Graduate School of Yale University in Candidacy for the Degree of Doctor of Philosophy.